# Bùi Hành Kiệm
Bùi Hành Kiệm (chữ Hán: 裴行俭, 619 – 682) là quan viên, tướng lãnh nhà Đường trong lịch sử Trung Quốc.

## Thân thế
Hành Kiệm tự Thủ Ước, có hộ tịch ở huyện Văn Hỷ, Giáng Châu ,   
là thành viên của nhánh Trung Quyến thuộc sĩ tộc họ Bùi ở quận Hà Đông . 
Ông cụ là Bùi Bá Phượng, được làm đến Phiếu kỵ đại tướng quân, Phần Châu thứ sử, Lang Da quận công nhà Bắc Chu. Ông nội là Bùi Định Cao hay Bùi Định, được nối tước Lang Da quận công, làm đến Phùng Dực quận thú, Thượng nghi đồng nhà Tùy. Cha là Bùi Nhân Cơ, được làm đến Quang lộc đại phu nhà Tùy, sử cũ có truyện.      Hành Kiệm được sanh cùng năm mất của cha (619).

## Thăng trầm quan trường
Hành Kiệm từ trẻ nhờ Ấm bổ được làm Hoằng Văn sanh. Thời Đường Thái Tông, Hành Kiệm thi đỗ khoa Minh kinh, được bái làm Tả đồn vệ thương tào tham quân. Bấy giờ Tô Định Phương làm Đại tướng quân, gặp Hành Kiệm rất lấy làm kỳ, đem kỳ thuật dùng binh dạy cho ông.  
Năm Hiển Khánh thứ 2 (657), Hành Kiệm được thăng làm Trường An huyện lệnh. Bấy giờ Đường Cao Tông sắp phế Vương hoàng hậu, lập Võ chiêu nghi, Hành Kiệm cho rằng nỗi lo của nước nhà ắt bắt đầu từ việc này, cùng Thái úy Trưởng Tôn Vô Kỵ, Thượng thư tả bộc xạ Chử Toại Lương bí mật bàn bạc việc này. Đại lý tự khanh Viên Công Du cáo mật với mẹ của Võ thị là Dương thị, do vậy Hành Kiệm bị giáng làm Tây châu đô đốc phủ trưởng sử.  
Năm Lân Đức thứ 2 (665), Hành Kiệm dần được thăng đến An Tây đại đô hộ, nhiều nước Tây Vực chịu quy phụ, nên ông được trưng bái làm Tư văn (tương đương Hồng lư tự) thiếu khanh. Trong niên hiệu Tổng Chương (668 – 669), Hành Kiệm được thăng làm Tư liệt (tương đương bộ Lại) thiếu thường bá. Đầu niên hiệu Hàm Hanh (670 – 674), triều đình khôi phục tên gọi công sở như các triều đại trước, chức danh của Hành Kiệm được đổi là Lại bộ thị lang, cùng Lý Kính Huyền, Mã Tái làm việc tuyển chọn quan lại hơn 10 năm, được khen là có tài cán, người đời gọi là Bùi, Lý hay Bùi, Mã. Hành Kiệm bắt đầu sử dụng chiếc bảng dài ghi tên họ của quan viên, bên cạnh ghi chú quá trình thuyên chuyển của người đó. Hành Kiệm lại định ra biện pháp thăng giáng của quan viên ở châu, huyện, cân nhắc cao thấp của tư lịch từng người, dùng làm chế độ. Năm Thượng Nguyên thứ 2 (675), Hành Kiệm được gia Ngân thanh quang lộc đại phu.  

## Oai chấn Tây Vực
Năm thứ 3 (676), Thổ Phồn xâm phạm, triều đình giáng chiếu cho Hành Kiệm làm Thao Châu đạo Tả nhị quân tổng quản, ít lâu sau được làm Thái Châu Trấn phủ Hữu quân tổng quản, đều chịu sự chỉ huy của Chu vương Lý Hiển. Năm Nghi Phượng thứ 2 (677),  Đột Quyết Thập Tính khả hãn A Sử Na Đô Chi cùng thủ lãnh Lý Già Bặc dẫn dụ các bộ lạc khác họ (phồn lạc)  xâm phạm An Tây, liên minh với Thổ Phồn. Tháng 6 ÂL năm Điều Lộ đầu tiên (679),  có người đề nghị phát binh đánh dẹp, Hành Kiệm nhắc lại thất bại của bọn Lý Kính Huyền, Lưu Thẩm Lễ năm ngoái , cho rằng lúc này không thể tiếp tục dùng binh. Hành Kiệm đề xuất đưa con tin Ba Tư là vương tử Nê Niết Sư (Narsieh) về nối ngôi , mượn đường đi qua 2 bộ lạc của bọn A Sử Na Đô Chi, tùy nghi hành động, làm ít được nhiều. Cao Tông nghe theo, mệnh cho Hành Kiệm đưa con tin lên đường, còn được làm An phủ Đại Thực sứ.  
Sứ đoàn đi vào sa mạc Mạc Hạ Duyên Thích , gặp lúc cát bay đá chạy, trời đất tối tăm, người dẫn đường cũng lạc lối, tướng sĩ đều chịu đói khát. Hành Kiệm lệnh cho hạ trại, thành kính cúng tế, rồi nói cả đoàn: "Suối nước cách đây không xa." Ít lâu sau mây tan gió lặng, đi thêm vài trăm bước, gặp nước – cỏ rất tốt tươi, chẳng ai biết đây là nơi nào. Mọi người đều khâm phục, sánh Hành Kiệm với Nhị sư tướng quân nhà Hán (tức Lý Quảng Lợi). Sứ đoàn đến Tây Châu , được các tộc thiểu số đón tiếp trọng thể; Hành Kiệm chiêu mộ hơn ngàn thanh niên địa phương theo mình tây tiến, đánh tiếng rằng lúc này khí hậu nóng nhất, đợi sang mùa thu mát mẻ mới lên đường. A Sử Na Đô Chi dò biết được, nên không phòng bị. Hành Kiệm thong thả triệu tù trưởng các tộc ở 4 trấn Quy Tư, Vu Điền, Sơ Lặc, Toái Diệp, thông báo tổ chức chuyến đi bắn, chiêu mộ gần vạn con em tù trưởng các tộc. Hành Kiệm bày cuộc săn giả, chỉnh đốn đội ngũ, sau vài ngày, theo đường tắt mà đi. Còn cách bộ lạc của A Sử Na Đô Chi hơn 10 dặm, Hành Kiệm trước tiên sai người thân cận của Đô Chi đến trấn an ông ta, nói mình nhàn rỗi ra ngoài, chứ chẳng phải đánh dẹp gì. Sau đó Hành Kiệm sai sứ giải triệu Đô Chi đến gặp mặt. Đô Chi vốn cùng Lý Già Bặc mưu tính cự tuyệt sứ giả nhà Đường sẽ đến vào mùa thu, chợt nghe tin quân triều đình đến, không biết làm sao, tự soái 500 con em cưỡi ngựa đến doanh trại của Hành Kiệm, lập tức bị bắt giữ. Hôm ấy, Hành Kiệm lấy Khế tiễn (mũi tên ước hẹn) của Đô Chi gọi tù trưởng tất cả bộ lạc đến nghe lệnh, rồi bắt họ đưa về thành Toái Diệp.  
Hành Kiệm chọn kỵ binh tinh nhuệ, đem theo hành trang gọn nhẹ, đi suốt ngày đêm, muốn tập kích Lý Già Bặc. Giữa đường Hành Kiệm bắt được sứ giả của A Sử Na Đô Chi đang quay về, đồng hành với sứ giả của Già Bặc. Hành Kiệm phóng thích sứ giả của Già Bặc, lệnh cho hắn thông báo cho chủ nhân về việc Đô Chi đã bị bắt; ngay sau đó Già Bặc đến xin hàng. Vì thế quan tướng dưới quyền Hành Kiệm đã lập bia ở thành Toái Diệp, để kỷ niệm công lao của ông. Hành Kiệm đem Đô Chi, Già Bặc về kinh sư, Đường Cao Tông đích thân mở tiệc úy lạo, nói: "Hành Kiệm đem một cánh quân cô độc, vào sâu muôn dặm, binh khí không vấy máu mà bắt giữ loạn đảng, có thể nói là văn võ kiêm bị vậy. Nay cho khanh nhận cả hai chức." Ngay hôm ấy Cao Tông bái Hành Kiệm làm Lễ bộ thượng thư, kiêm Kiểm hiệu Hữu vệ đại tướng quân.  
Cùng năm, thủ lãnh Đột Quyết là A Sử Đức Ôn Phó nổi dậy, 24 châu dưới quyền quản hạt của Thiền Vu đô hộ phủ hưởng ứng, lực lượng lên đến vài mươi vạn người. Thiền Vu đô hộ Tiêu Tự Nghiệp soái binh đánh dẹp nhưng thất bại, vì thế triều đình lấy Hành Kiệm làm Định Tương đạo Hành quân đại tổng quản, soái bọn Thái phó thiếu khanh Lý Tư Văn, Doanh Châu đô đốc Chu Đạo Vụ đem 18 vạn bộ binh, hợp với Trình Vụ Đĩnh đem quân Tây lộ, Lý Văn Giản đem quân Đông lộ, cả thảy hơn 30 vạn, cờ xí kéo dài mấy ngàn dặm, đều chịu sự chỉ huy của ông.   Đời Đường ra quân rầm rộ như vậy, có thể nói là chưa từng có. 
Hành Kiệm hành quân đến Sóc Châu, biết lương thực của Tiêu Tự Nghiệp mấy lần bị chặn cướp, binh sĩ phần nhiều bị chết đói. Hành Kiệm làm giả 300 cỗ xe chở lương, mỗi xe giấu 5 tráng sĩ, đem theo mạch đao, nỏ cứng, lấy vài trăm binh sĩ gầy yếu kéo xe, lại cho tinh binh theo sau. Đoàn xe đi vào nơi hiểm trở để chờ địch. Quả nhiên phản quân tràn xuống, lính kéo xe tan chạy. Người Đột Quyết ruổi xe đến nơi có nước và cỏ, cởi yên chăn ngựa, đang muốn lấy lương thực trong xe, đột nhiên tráng sĩ cùng nhau xông ra, phục binh cũng đến, bắt giết gần sạch, tàn dư tan chạy. Từ ấy xe lương của quân Đường, không ai dám đến gần.  
Quân Đường đến bắc biên của Thiền Vu đô hộ phủ, gặp lúc trời chiều, bèn hạ trại. Hào lũy đã xong, Hành Kiệm chợt ra lệnh dời lên đồi cao, tướng sĩ đều nói binh sĩ đã ổn định, không nên khiến họ vất vả rối ren nữa; ông không nghe, lại càng thúc giục họ di chuyển. Đêm ấy, mưa bão kéo đến, nơi hạ trại cũ ngập dưới nước hơn trượng, tướng sĩ chẳng ai không thán phục, hỏi làm sao biết được, Hành Kiệm đáp: "Từ nay cứ nghe mệnh lệnh của ta, chứ đừng hỏi làm sao ta biết."  
Quân Đột Quyết kháng cự ở Hắc Sơn , quân Đường liên tiếp giành thắng lợi, trước sau giết địch không đếm xuể. Khả hãn được phản quân đề cử là A Sử Na Nê Thục Bặc bị bộ hạ giết chết, đem đầu ông ta đến xin hàng; quân Đường lại bắt được 1 thủ lãnh trọng yếu của phản quân là A Sử Na Phụng Chức đem về kinh sư. Tàn quân Đột Quyết trốn đi Lang Sơn. Sau khi Hành Kiệm về triều, A Sử Na Phục Niệm tự xưng khả hãn, hội họp với A Sử Đức Ôn Phó, tập hợp lực lượng cũ.  
Năm sau (680), Hành Kiệm tiếp tục nắm các cánh quân đi đánh dẹp. Quân Đường đóng trại ở Hình Khẩu thuộc Đại Châu, Hành Kiệm tung phản gián khuyên dụ Phục Niệm và Ôn Phó, khiến hai người nghi kỵ lẫn nhau. Phục Niệm sợ hãi, bí mật xin hàng, còn hứa lập công chuộc tội. Hành Kiệm không tiết lộ việc này, nhưng dâng mật biểu về triều. Mấy ngày sau, có bụi mù giăng trời kéo đến, lính do thám sợ hãi quay về thông báo, Hành Kiệm triệu tập ba quân, nói rằng: "Đây là Phục Niệm bắt Ôn Phó đến hàng, chẳng khác được. Nhưng nhận hàng cũng như đón địch, vẫn phải nghiêm túc phòng bị." Rồi sai 1 sứ giả đơn độc ra đón và úy lạo. Ít lâu sau, Phục Niệm quả nhiên soái bộ thuộc trói Ôn Phó đến cửa quân xin nhận tội.  
Quân Đường dẹp xong cuộc nổi dậy của người Đột Quyết, Đường Cao Tông cả mừng, sai Hộ bộ thượng thư Thôi Tri Đễ úy lạo quân đội. Thị trung Bùi Viêm đố kỵ công lao của Hành Kiệm, cùng tổng quản Trình Vụ Đĩnh, Trương Kiền Úc tâu lên rằng: "Phục Niệm bị Trình Vụ Đĩnh, Trương Kiền Úc áp sát bên sườn, lại chịu người Hồi Hột ở phía bắc sa mạc bức bách, cùng quẫn mới xin hàng." Do vậy Hành Kiệm không được ghi công, còn Phục Niệm và Ôn Phó đều bị chém ở chợ. Ban đầu Hành Kiệm đã hứa cho Phục Niệm khỏi tội chết, đến nay than rằng: "Việc Hồn, Tuấn ngày trước , xưa nay lấy làm xấu hổ. Chỉ sợ giết người xin hàng, sau này không còn ai chịu đến nữa." Nhân đó Hành Kiệm xưng bệnh không ra ngoài nữa.  
Nhờ công huân, Hành Kiệm được phong Văn Hỷ huyện công. Năm Vĩnh Thuần đầu tiên (682), A Sử Na Xa Bạc xưng khả hãn của Thập Tính Đột Quyết để nổi dậy, triều đình lại giáng chiếu lấy Hành Kiệm làm Kim Nha đạo Đại tổng quản, soái 10 tướng quân đi dẹp. Còn chưa lên đường thì vào ngày 28 tháng 4 ÂL (ngày 9 tháng 6) cùng năm, Hành Kiệm bệnh mất, hưởng thọ 64 tuổi.   

## Hậu sự
Hành Kiệm được tặng chức U Châu đô đốc, thụy là Hiến. Cao Tông giáng đặc chiếu lệnh cho Hoàng thái tử chọn 1 quan viên lục phẩm ở kinh thành đến giúp việc nhà họ Bùi, kéo dài đến 5, 6 năm, đợi cháu nội của Hành Kiệm trưởng thành mới thôi. Đường Trung Tông lên ngôi, tái truy tặng Hành Kiệm làm Dương Châu đại đô đốc.   Thời Đường Huyền Tông, nhờ con út Bùi Quang Đình được làm Thị trung, triều đình gia tặng Hành Kiệm làm Thái úy.  
Năm Kiến Trung thứ 3 (782) thời Đường Đức Tông, triều đình truy phong 64 danh tướng đời xưa, đặt miếu thờ. Hành Kiệm là 1 trong số này. 
Năm Tuyên Hòa thứ 5 (1123) thời Tống Huy Tông, triều đình theo lệ nhà Đường, đặt miếu Võ Thành vương thờ 72 danh tướng đời xưa. Hành Kiệm cũng là 1 trong số này. 

## Gia đình
- Vợ là Lục thị, người đạo Hà Nam, con gái của Binh bộ thị lang Lục Sảng.
- Vợ kế là Khố Địch thị hay Xá Địch thị [m], thời Võ Chu được vào cung làm Ngự chánh, được phong làm Hoa Dương phu nhân. Sau khi Đường Trung Tông lên ngôi, Khố Địch thị quay về nhà. Thời Đường Huyền Tông, nhờ con trai Quang Đình được làm Thị trung, Khố Địch thị được tăng hiệu Tấn quốc phu nhân. [6]
- Con trai trưởng là Bùi Trinh Ẩn mất sớm. [6]
Con Trinh Ẩn là Bùi Tham Nguyên được kế tự, làm đến Kính Đặng 2 châu thứ sử. [6]
- Con trai thứ là Bùi Duyên Hưu, được làm đến Tịnh Châu Duy Huyễn huyện lệnh. [6]
- Con trai thứ ba là Bùi Khánh Viễn, được làm đến Hiệp luật lang. [6]
- Con trai út là Bùi Quang Đình, mẹ là Khố Địch thị, cố sự được chép phụ vào truyện của cha. [1] [2]

## Tác phẩm
Hành Kiệm giỏi Thảo thư, là bậc danh gia đương thời. Khi Hành Kiệm còn giữ chức ở bộ Lại, Đường Cao Tông nghe tiếng tăm của ông, dùng lụa sống (quyên) làm trăm quyển sách, lệnh cho ông viết 1 bộ Chiêu Minh văn tuyển bằng chữ Thảo. Cao Tông xem thì khen hay, ban cho 500 tấm lụa (bạch). Hành Kiệm từng nói với người ta rằng: "Chử Toại Lương nếu không có bút tốt mực quý thì không viết thư pháp, không quan tâm đến bút, mực mà vẫn viết chữ vừa nhanh vừa đẹp, chỉ có tôi và Ngu Thế Nam mà thôi."  
Hành Kiệm trước tác Văn tập 20 quyển,  soạn Thảo tự tạp thể mấy vạn câu, lại soạn Tuyển phổ 10 quyển,   nay đều không còn. Ngoài ra, Hành Kiệm hiểu rất rõ các ngành Âm dương, Lịch pháp, mỗi khi cầm quân ra trận, ắt đoán trước ngày giành thắng lợi; ông từng ghi lại 46 bí quyết về vấn đề sắp xếp doanh trại, bày đặt trận thế, tính toán thắng bại, nhận thức nhân tài. Thời Võ Chu, Võ Tắc Thiên lệnh cho Bí thư giám Võ Thừa Tự đến nhà họ Bùi đòi lấy, bí mật đem về cung cất giữ, không cho lưu truyền.  

## Nhận thức nhân tài
Hành Kiệm có tài nhìn người, từ lúc nắm quyền tuyển chọn quan lại cho đến khi cầm quân ra trận, hễ gặp được nhân tài, chẳng bao giờ không thật lòng trọng dụng. Thời ở bộ Lại, đồng nhiệm Lý Kính Huyền thưởng thức văn tài của Dương Quýnh, Vương Bột, Lư Chiếu Lân, Lạc Tân Vương, giới thiệu họ với Hành Kiệm; ông nói: "Lý tưởng cao xa của bậc sĩ phu, trước cần có khí độ và kiến thức, sau mới đến các môn văn học nghệ thuật. Như bọn Bột, dẫu có tài, nhưng tính phù phiếm khoe khoang, sao mà được làm quan phong tước chứ? Quýnh rất trầm lắng, có thể làm đến (huyện) lệnh, trưởng, còn lại đều chết chẳng lành." Bấy giờ Tô Vị Đạo, Vương Kịch chưa nổi tiếng, nhân dịp được điều nhiệm, tìm đến bộ Lại. Hành Kiệm gặp họ, tiếp đãi rất trọng thể, rồi nói: "Tôi đã cao tuổi mà con cái còn nhỏ, hận không thấy chúng trưởng thành. Hai ngài mười mấy năm sau sẽ nắm quyền tuyển chọn quan lại, xin nhớ đến bọn chúng." Về sau họ nắm bộ Lại, quả nhiên ứng nghiệm lời trên.  
Thời ở Tây Vực, các tướng lãnh dưới quyền của Hành Kiệm có Trình Vụ Đĩnh, Trương Kiền Úc, Thôi Trí Biện, Vương Phương Dực, Đảng Kim Bì, Lưu Kính Đồng, Quách Đãi Phong, Lý Đa Tộ, Hắc Xỉ Thường Chi đều trở thành danh tướng, còn người được ông tâu lên, giúp họ làm đến thứ sử, tướng quân có vài mươi người.  

## Tính cách
Thời ở bộ Lại, Hành Kiệm từng đòi y sĩ làm thuốc, trong đó các vị thuốc quý như sừng tê, xạ hương, người đưa thuốc lỡ làm mất, sợ hãi bỏ trốn.  Hoàng đế từng sắc ban cho Hành Kiệm ngựa và yên mới, có viên lệnh sử dùng ngựa chạy việc riêng, ngã ngựa vỡ yên; lệnh sử cũng bỏ trốn. Hành Kiệm đều sai người thân cận gọi về, tha lỗi cho họ, đãi ngộ như cũ.  
Sau khi bắt được Đô Chi, Già Bặc, Hành Kiệm giành được ngọc quý không đếm xuể. Tù trưởng các tộc thiểu số và tướng sĩ đều muốn trông thấy, Hành Kiệm nhân đó đặt tiệc, bày ra cho mọi người ngắm. Có chiếc mâm mã não, rộng đến 2 thước, ánh sáng rực rõ. Quân lại Vương Hưu Liệt bưng mâm, nhấc chân lên thềm, giẫm vào vạt áo, ngã lăn ra, làm vỡ mâm. Hưu Liệt kinh hoàng, dập đầu chảy máu, Hành Kiệm cười nói với ông ta: "Mày chẳng phải cố ý, sao phải như vậy?" mặt không hề có chút tiếc rẻ. Đường Cao Tông ban cho Hành Kiệm hơn 3000 món chén dĩa bằng kim loại trong tài sản của Đô Chi, cùng số lạc đà, ngựa, bò tương đương; ông đem chia cho thân nhân, bộ hạ, vài ngày thì hết sạch.  